# Eleições parlamentares europeias de 2014 (Eslovénia)
As eleições parlamentares europeia de 2014 na Eslovénia, realizaram-se a 25 de maio e, serviram para eleger os 8 deputados nacionais ao Parlamento Europeu.

## Resultados Nacionais
| Partido                 | Partido                              | Votos     | %               | +/-   | Deputados | +/-     |
| ----------------------- | ------------------------------------ | --------- | --------------- | ----- | --------- | ------- |
|                         | Partido Democrático                  | 99 643    | 24,78 / 100,00  | 1,88  | 3 / 8     | 1       |
|                         | Nova Eslovénia - Partido Popular     | 66 760    | 16,60 / 100,00  | 0,02  | 2 / 8     | 1       |
|                         | Verjamem                             | 41 525    | 10,33 / 100,00  | Novo  | 1 / 8     | Novo    |
|                         | Partido Democrático dos Pensionistas | 32 662    | 8,12 / 100,00   | 0,94  | 1 / 8     | 1       |
|                         | Social-Democratas                    | 32 484    | 8,08 / 100,00   | 10,35 | 1 / 8     | 1       |
|                         | Eslovénia Positiva                   | 26 949    | 6,63 / 100,00   | Novo  | 0 / 8     | Novo    |
|                         | Esquerda Unida                       | 21 985    | 5,47 / 100,00   | Novo  | 0 / 8     | Novo    |
|                         | Kacin - Concretamente                | 19 762    | 4,92 / 100,00   | Novo  | 0 / 8     | Novo    |
|                         | Partido Nacional Esloveno            | 16 210    | 4,03 / 100,00   | 1,18  | 0 / 8     | Estável |
|                         | Sanjska Služba                       | 14 228    | 3,54 / 100,00   | Novo  | 0 / 8     | Novo    |
|                         | Partido Pirata                       | 10 273    | 2,56 / 100,00   | Novo  | 0 / 8     | Novo    |
|                         | Solidariedade                        | 6 715     | 1,67 / 100,00   | Novo  | 0 / 8     | Novo    |
|                         | Lista Cívica                         | 4 600     | 1,14 / 100,00   | Novo  | 0 / 8     | Novo    |
|                         | Outros                               | 8 575     | 2,14 / 100,00   |       | 0 / 8     |         |
| Votos Inválidos         | Votos Inválidos                      | 17 590    | 4,20 / 100,00   | 0,34  |           |         |
| Total                   | Total                                | 419 661   | 100,00 / 100,00 |       | 8 / 8     | 1       |
| Eleitorado/Participação | Eleitorado/Participação              | 1 710 856 | 24,55 / 100,00  | 3,81  |           |         |
| Fonte                   | Fonte                                | [ 1 ]     | [ 1 ]           | [ 1 ] | [ 1 ]     | [ 1 ]   |